# Deutsche Gesellschaft für Wahlforschung
Die Deutsche Gesellschaft für Wahlforschung (kurz: DGfW) ist eine 2007 gegründete Vereinigung deutscher akademischer Wahlforscher.
Ziel des Vereins ist die Schaffung einer institutionalisierten, langfristig gesicherten, nationalen Wahlstudie.

## Ziele
Nach Ansicht einiger deutscher Wahlforscher fehlte der deutschen Wahlforschung, die eine Teildisziplin der Politikwissenschaft ist und eine außerordentlich hohe Stellung erreicht hat, eine dauerhaft verankerte und finanziell gesicherte nationale Wahlstudie.
Da sich bisherige Studien wissenschaftlich, methodisch, organisatorisch und personell stark unterschieden, sahen sie die Gefahr, dass etwa vor Bundestagswahlen keine Studien erstellt werden könnten und sich erzielte Ergebnisse einer Wahlstudie nicht beziehungsweise kaum mit früheren Studien vergleichen ließen. Die Wahlforscher sahen außerdem die Notwendigkeit, Forscher anderer Wissenschaftsbereiche an den Studien zu beteiligen und Medien sowie Politikern die Ergebnisse möglichst schnell zur Verfügung zu stellen.
Deshalb begannen Wahlforscher im Januar 2007 eine Initiative, deren Ziel es war, eine deutsche nationale Wahlstudie, die German Election Study zu schaffen.
Am 12. Juli 2007 wurde schließlich die Deutsche Gesellschaft für Wahlforschung in Mainz gegründet und acht Tage später am Amtsgericht in Mannheim als gemeinnütziger Verein eingetragen.

## Vorsitzende und Präsidium
Ab der Gründung 2007 bis 2019 war Rüdiger Schmitt-Beck Vorsitzender der DGfW. 2019 trat Sigrid Roßteutscher seine Nachfolge an.
Das Präsidium setzt sich derzeit aus folgenden elf Personen zusammen, von denen vier den Vorstand bilden: (Stand: März 2020)
| Name                                                           | Universität                                          |
| -------------------------------------------------------------- | ---------------------------------------------------- |
| Sigrid Roßteutscher (Vorsitzende)                              | Johann Wolfgang Goethe-Universität Frankfurt am Main |
| Marc Debus (stellvertretender Vorsitzender)                    | Universität Mannheim                                 |
| Thorsten Faas (stellvertretender Vorsitzender & Schatzmeister) | Freie Universität Berlin                             |
| Harald Schoen (stellvertretender Vorsitzender & Schriftführer) | Universität Mannheim                                 |
| Kai Arzheimer                                                  | Johannes Gutenberg-Universität Mainz                 |
| Evelyn Bytzek                                                  | Universität Koblenz-Landau                           |
| Sascha Huber                                                   | Johannes Gutenberg-Universität Mainz                 |
| Mona Krewel                                                    | Victoria University of Wellington                    |
| Ulrich Rosar                                                   | Heinrich-Heine-Universität Düsseldorf                |
| Rüdiger Schmitt-Beck                                           | Universität Mannheim                                 |
| Bernhard Weßels                                                | Wissenschaftszentrum Berlin                          |